# Harry Davis
Harry H. Davis (19 de julho de 1873 – 11 de agosto de 1947) foi um jogador profissional de beisebol que atuou na Major League Baseball como  primeira base e rebatia e arremessava como destro. Jogou pelas equipes do New York Giants (1895–96), Pittsburgh Pirates (1896–98), Louisville Colonels (1898), Washington Senators (1898–99), Philadelphia Athletics (1901–11, 1913–17) e Cleveland Naps (1912). Davis morreu na Filadélfia, Pensilvânia em 11 de agosto de 1947, aos 74 anos de idade.